# Lista przebojów Programu III 1982–1998
Lista przebojów Programu III 1982–1998 – seria 18 płyt wydanych przez Pomaton EMI, związanych z 18-leciem audycji (kwiecień 2000), nadawanej na antenie Programu Trzeciego Polskiego Radia. Każda z płyt zawiera zestaw piosenek, które w danym roku zdobyły popularność na trójkowej liście przebojów. Płyty ukazywały się sukcesywnie na rynku w latach 1998–2001.

## Lista płyt

### 1982
1. Maanam – „O! Nie rób tyle hałasu”
2. Scorpions – „When the Smoke Is Going Down”
3. Budka Suflera – „Jolka, Jolka pamiętasz”
4. Hot Chocolate – „It Started with a Kiss”
5. Jon Anderson – „Surrender”
6. Jethro Tull – „Flying Colours”
7. Lombard – „Nasz ostatni taniec”
8. Cheap Trick – „If You Want My Love”
9. Urszula – „Fatamorgana '82”
10. The Stranglers – „Strange Little Girl”
11. Perfect – „Autobiografia”
12. Dire Straits – „Private Investigations”
13. Oddział Zamknięty – „Ten wasz świat”
14. Frida – „I Know There’s Something Going On”
15. Republika – „Kombinat”
16. Trio – „Da Da Da”
17. Kombi – „Inwazja z Plutona”
18. Duran Duran – „Hungry Like the Wolf"

### 1983
1. Maanam – „Kocham cię kochanie moje”
2. Classix Nouveaux – „Never, Never Comes”
3. Thompson Twins – „We Are Detective”
4. Lombard – „Znowu radio”
5. New Order – „Blue Monday”
6. China Crisis – „Christian”
7. Oddział Zamknięty – „Obudź się”
8. Rainbow – „Street of Dreams”
9. Men at Work – „Down Under”
10. Perfect – „Objazdowe nieme kino”
11. Mike Oldfield – „Moonlight Shadow”
12. Shakin’ Stevens – „Cry Just a Little Bit”
13. Urszula – „Dmuchawce, latawce, wiatr”
14. Peter Schilling – „Major Tom”
15. Limahl – „Only for Love”
16. Banda i Wanda – „Stylowe ramy”
17. Culture Club – „Do You Really Want to Hurt Me”
18. Sheena Easton – „Telefone (Long Distance Love Affair)”

### 1984
1. Aya RL – „Skóra”
2. Red Box – „Chenko”
3. Klaus Mitffoch – „Jezu, jak się cieszę”
4. Nena – „? (Fragezeichen)”
5. Maanam – „Lucciola”
6. Classix Nouveaux – „Heart from the Start”
7. Lombard – „Stan gotowości”
8. Howard Jones – „Hide & Seek”
9. Urszula – „Malinowy król”
10. Tina Turner – „Private Dancer”
11. Budka Suflera – „Cały mój zgiełk”
12. Laura Branigan – „Self Control”
13. Rockwell – „Knife”
14. Billy Idol – „Eyes Without a Face”
15. Duran Duran – „Wild Boys”
16. Ultravox – „Dancing with Tears in My Eyes”
17. Papa Dance – „W 40 dni dookoła świata”
18. Limahl – „Neverending Story"

### 1982/1983/1984 (dodatek nadzwyczajny)
1. ABC – „Look of Love” (instrumental)
2. Lady Pank – „Kryzysowa narzeczona”
3. Tina Turner & David Bowie – „Tonight” (live) (na płycie omyłkowo znalazła się wersja koncertowa tego utworu z roku 1989, a w roku 1984 na Liście była wersja studyjna tego nagrania)
4. TSA – „51”
5. Electric Light Orchestra – „Rock’n’Roll Is King”
6. Republika – „Biała flaga”
7. Dżem – „Kim jestem?”
8. Julian Lennon – „Too Late for Goodbyes”
9. Azyl P. – „Mała Maggie”
10. Made in Poland – „Ja myślę”
11. Lionel Richie – „Hello”
12. Exodus – „Jeszcze czekam”
13. The Flying Pickets – „Only You”
14. Sal Solo – „San Damiano”
15. L-4 – „Super para”
16. ZOO – „Na drzewie”
17. Matt Bianco – „Half a Minute”
18. Turbo – „Dorosłe dzieci"

### 1985
1. Midge Ure – „If I Was”
2. Bajm – „Dwa serca, dwa smutki”
3. Shakin’ Stevens – „Breaking Up My Heart”
4. Mad Money – „Na twojej orbicie”
5. Murray Head – „One Night in Bangkok”
6. Agnetha Faltskog – „I Won't Let You Go”
7. Lady Pank – „Someone's Round the Corner”
8. Maanam – „Lipstick on the Glass”
9. Marillion – „Kayleigh”
10. Republika – „Tak długo czekam (Ciało)”
11. Deep Purple – „Perfect Strangers”
12. Accept – „Metal Heart”
13. Tilt – „Runął już ostatni mur”
14. The Cars – „Why Can’t I Have You”
15. Roxa – „A ona tańczy”
16. Papa Dance – „Pocztówka z wakacji”
17. Jennifer Rush – „Power of Love"

### 1986
1. Mr. Mister – „Kyrie”
2. Starship – „We Built This City”
3. Tilt – „Mówię ci że”
4. It's Immaterial – „Driving Away from Home”
5. Kate Bush – „Cloudbusting”
6. Bóm Wakacje w Rzymie – „Dziewiąty”
7. Sigue Sigue Sputnik – „Love Missile F1-11”
8. Colourbox – „The Official World Cup Theme (Hymn)”
9. Kobranocka – „I nikomu nie wolno się z tego śmiać”
10. Eurythmics – „The Miracle of Love”
11. Chris de Burgh – „Lady in Red”
12. Armia – „Jeżeli”
13. Saxon – „Broken Heroes”
14. Rezerwat – „Zaopiekuj się mną”
15. Bryan Ferry – „Is Your Love Strong Enough?”
16. Stan Ridgway – „Camouflage”
17. The Monroes – „Cheerio"

### 1987
1. Red Box – „For America”
2. Genesis – „Land of Confusion”
3. Obywatel G.C. – „Paryż–Moskwa 17:15”
4. The Stranglers – „Always the Sun”
5. Marillion – „Incommunicado”
6. Róże Europy – „Stańcie przed lustrami”
7. Randy Crawford – „Almaz”
8. Basia – „Astrud”
9. Sztywny Pal Azji – „Wieża radości, wieża samotności”
10. a-ha – „Manhattan Skyline”
11. Lady Pank – „To co mam”
12. The Hooters – „Johnny B.”
13. Johnny Hates Jazz – „Shattered Dreams”
14. Voo Voo – „Jak gdyby nigdy nic”
15. One Million Bulgarians – „Czerwone krzaki”
16. Black – „Wonderful Life”
17. Crowded House – „Don't Dream It’s Over"

### 1988
1. Bobby McFerrin – „Don’t Worry, Be Happy”
2. TOTO – „Stop Loving You”
3. Lady Pank – „Zostawcie Titanica”
4. Roger Hodgson – „London”
5. T’Pau – „China in Your Hand”
6. Kayah – „Córeczko”
7. Morrissey – „Suedehead”
8. Sisters of Mercy – „Lucretia My Reflection”
9. Cocteau Twins – „Carolyn's Fingers”
10. Dead Can Dance – „Ulisses”
11. Róże Europy – „List do Gertrudy Burgund”
12. Mory Kante – „Yé ké yé ké”[1] (na płycie błędnie sygnowany jako „Yeke yeke”)
13. Ofra Haza – „Im nin' Alu”
14. Chłopcy z Placu Broni – „Aeroplan”
15. Midge Ure & Kate Bush – „Sister and Brother”
16. Whitesnake – „Here I Go Again”
17. Basia – „Time & Tide"

### 1989
1. Basia – „New Day for You”
2. Roy Orbison – „You Got It”
3. De Mono – „Kochać inaczej”
4. Simply Red – „A New Flame”
5. Roxette – „The Look”
6. Chłopcy z Placu Broni – „Kocham wolność”
7. Kate Bush – „Sensual World”
8. Tears for Fears – „Sowing the Seeds of Love”
9. Róże Europy – „Mamy dla was kamienie”
10. Mike & the Mechanics – „Living Years”
11. Sam Brown – „Stop!”
12. Urszula – „Rysa na szkle”
13. Gary Moore – „After the War”
14. Sinead O’Connor – „Mandinka”
15. Lubomski na reszcie – „Spacerologia”
16. Richard Marx – „Right Here Waiting”
17. Maanam – „Sie ściemnia”[2]

### 1990
1. Beverley Craven – „Promise Me”
2. Sinead O’Connor – „Nothing Compares 2 U”
3. T.Love – „Warszawa”
4. Alannah Myles – „Black Velvet”
5. Gary Moore – „Still Got the Blues (for You)”
6. Aya RL – „Jak ze stali i ze szkła”
7. Basia – „Crusing for Brusing”
8. Tears for Fears – „Woman in Chains”
9. Lady Pank – „Zawsze tam gdzie ty”
10. Propaganda – „Heaven Give Me Words”
11. Balkan Electrique – „Ye me poday”
12. The Mission – „Butterfly on a Wheel”
13. Roxette – „It Must Have Been Love”
14. Bielizna – „Stefan”
15. Belinda Carlisle – „La Luna”
16. Wilson Phillips – „Hold On"

### 1991
1. Queen – „Ride the Wild Wind”
2. Róże Europy – „Radio młodych bandytów”
3. Genesis – „No Son of Mine”
4. IRA – „Mój dom”
5. Proletaryat – „Pokój z kulą w głowie”
6. Queensrÿche – „Silent Lucidity”
7. T.Love – „Sarah”
8. Red Box – „Train”
9. Republika – „Lawa”
10. Simple Minds – „Let There Be Love”
11. Elektryczne Gitary – „Włosy”
12. Paula Abdul – „Rush Rush”
13. Stanisław Sojka – „Tolerancja (na miły Bóg)”
14. Roxette – „Things Will Never Be the Same”
15. Formacja Nieżywych Schabuff – „Baboki”
16. Enigma – „Sadeness (part 1)”

### 1992
1. The Cure – „Friday I’m in Love”
2. Maanam – „Wyjątkowo zimny maj”
3. R.E.M. – „Drive”
4. Wilki – „Eroll”
5. Richard Marx – „Hazard”
6. Budka Suflera – „Twoje radio”
7. k.d. lang – „Constant Craving”
8. Róże Europy & Edyta Bartosiewicz – „Jedwab”
9. Ten Sharp – „You”
10. Obywatel G.C. – „Zasypiasz sama”
11. Lionel Richie – „Do It to Me”
12. Formacja Nieżywych Schabuff – „Melodija”
13. Jon Secada – „Just Another Day”
14. IRA – „Nadzieja”
15. Tasmin Archer – „Sleeping Satellite”
16. Army of Lovers – „Obsession"

### 1993
1. Soul Asylum – „Runaway Train”
2. Hey & Edyta Bartosiewicz – „Moja i twoja nadzieja”
3. 4 Non Blondes – „What's Up?”
4. Robert Plant – „I Believe”
5. Wilki – „N'Avoie”
6. Sade – „Kiss of Life”
7. Duran Duran – „Come Undone”
8. De Mono – „Ostatni pocałunek”
9. Lisa Stansfield – „In All the Right Places”
10. Meat Loaf – „I’d Do Anything for Love (But I Won’t Do That)”
11. T.Love – „King”
12. Annie Lennox – „Love Song for a Vampire”
13. The Beloved – „Sweet Harmony”
14. Ziyo – „Magiczne słowa”
15. Beverley Craven – „Love Scenes”
16. Blind Melon – „No Rain”
17. UB40 – „(I Can’t Help) Falling in Love with You"

### 1994
1. Raz, Dwa, Trzy – „Czekam i wiem (Jeśli coś się dzieje ze mną)”
2. Neneh Cherry & Youssou N’Dour – „7 Seconds”
3. Sinead O’Connor – „Fire on Babylon”
4. Grzegorz Turnau – „Pamięć”
5. October Project – „Bury My Lovely”
6. Fury in the Slaughterhouse – „Radio Orchid”
7. Maanam – „Zapatrzenie”
8. Kristin Hersh & Michael Stipe – „Your Ghost”
9. Jon Anderson – „Change We Must”
10. Edyta Bartosiewicz – „Koziorożec”
11. Pretenders – „I'll Stand By You”
12. Houk – „Transmission into Your Heart”
13. Hey – „Misie”
14. Al Stewart – „Don't Forget Me”
15. Beverley Craven – „Lost Without You”
16. Roxette – „Crash! Boom! Bang!"

### 1995
1. Edyta Górniak – „Dotyk”
2. Mike & the Mechanics – „Over my Shoulder”
3. Justyna Steczkowska – „Sama”
4. Golden Life – „24.11.94”
5. The Connells – „'74-'75”
6. Formacja Nieżywych Schabuff – „Lato”
7. Diana King – „Shy Guy”
8. Robert Chojnacki, Andrzej „Piasek” Piaseczny & Kayah – „Budzikom śmierć”
9. George Michael – „Jesus to a Child”
10. O.N.A. – „Drzwi”
11. Kasia Kowalska – „Jak rzecz”
12. Wet Wet Wet – „Julia Says”
13. Basia – „Perfect Mother”
14. Mafia – „Ja (Moja twarz)”
15. Marillion – „Beautiful”
16. Bajm – „Dziesięć przykazań”
17. Annie Lennox – „No More 'I Love You's'"

### 1996
1. Queen – „Heaven for Everyone”
2. Maanam – „Twist”
3. Kayah – „Fleciki”
4. Phil Collins – „Dance into the Light”
5. Firebirds – „Harry”
6. Robert Chojnacki & Andrzej „Piasek” Piaseczny – „Niecierpliwi”
7. Everything but the Girl – „Missing” (Todd Terry club mix)
8. Varius Manx – „Orła cień”
9. Anita Lipnicka – „I wszystko się może zdarzyć”
10. Fool's Garden – „Lemon Tree”
11. O.N.A. – „Kiedy powiem sobie dość”
12. Myslovitz – „Z twarzą Marilyn Monroe”
13. Lush & Jarvis Cocker – „Ciao!” (na płycie błędnie sygnowany jako Lush & Brendan Crokker)
14. Urszula – „Na sen”
15. Closterkeller – „Władza”
16. Neneh Cherry – „Woman”
17. For Dee – „Sobie sami”[3] (na płycie błędnie sygnowany jako „Sami sobie”)
18. Tina Turner – „GoldenEye"

### 1997
1. Budka Suflera – „Takie tango”
2. The Rolling Stones – „Anybody Seen My Baby”
3. Kayah – „Na językach”
4. Edyta Bartosiewicz – „Jenny”
5. Genesis – „Congo”
6. T.Love – „Chłopaki nie płaczą”
7. Prodigy – „Breathe”
8. Anna Maria Jopek – „Ale jestem”
9. Babyface & Stevie Wonder – „How Come, How Long”
10. Varius Manx – „Kiedy mnie malujesz”
11. Chumbawamba – „Tubthumping”
12. Elektryczne Gitary – „Co ty tutaj robisz?”
13. Grzegorz Turnau & Justyna Steczkowska – „Niebezpieczne związki”
14. Joe Cocker – „N'oubliez jamais”
15. Anita Lipnicka – „Piękna i rycerz”
16. Meredith Brooks – „Bitch”
17. Maryla Rodowicz – „Łatwopalni”

### 1998
1. Perfect – „Niepokonani”
2. Natalie Imbruglia  – „Torn”
3. T.Love – „Stokrotka”
4. Edyta Bartosiewicz – „Miłość jak ogień”
5. Lenny Kravitz – „I Belong to You”
6. Republika – „Mamona”
7. Maanam – „Miłość od pierwszego spojrzenia”
8. Eric Clapton – „My Father's Eyes”
9. Beata – „Siedzę i myślę”
10. Lady Pank – „Znowu pada deszcz”
11. Jennifer Paige – „Crush”
12. Edyta Górniak – „Anything”
13. Era – „Ameno”
14. Urszula – „Anioł wie”
15. R.E.M. – „Daysleeper”
16. Czarno-Czarni – „Nogi”
17. Paweł Kukiz & Piersi – „Całuj mnie"